# Flecksieder
Flecksieder (auch „Kuttler“ oder „Kaldaunenkocher“) war eine mittelalterliche Berufsbezeichnung für einen Menschen, der seinen Lebensunterhalt mit der Reinigung und Verarbeitung von tierischen Gedärmen verdiente. 
Die Flecksieder verarbeiteten im Mittelalter Därme von Wiederkäuern, indem sie die Gedärme reinigten, brühten und aus den Mägen Kutteln herstellten. Wegen der „Unreinlichkeit“ ihres Berufes mussten sie sich, ähnlich wie die Gerber, außerhalb der Städte ansiedeln. Der Beruf ist heute ausgestorben, die Tätigkeit wird heute von Fleischhauern ausgeführt. 